# Rudolf Huna
Rudolf Huna (* 27. Mai 1980 in Liptovský Mikuláš, Tschechoslowakei) ist ein slowakischer Eishockeyspieler, der seit 2023 beim HC Tábor in der drittklassigen tschechischen 2. česká hokejová liga unter Vertrag steht.

## Karriere
Rudolf Huna begann seine Karriere als Eishockeyspieler in seiner Heimatstadt in der Jugend des MHk 32 Liptovský Mikuláš, für dessen Profimannschaft er in der Saison 1997/98 sein Debüt in der slowakischen Extraliga gab, in der er bis 2004 spielte, ehe er gegen Ende der Saison 2003/04 zu Neftechimik Nischnekamsk aus der russischen Superliga wechselte. Die folgende Spielzeit begann der Flügelspieler erneut beim MHk 32 Liptovský Mikuláš, ehe er kurz vor Saisonende zum schwedischen Club Leksands IF in die zweitklassige HockeyAllsvenskan wechselte. Die gesamte folgende Spielzeit verbrachte er beim HC Oceláři Třinec in der tschechischen Extraliga, ehe der Slowake im Sommer 2006 von den Füchsen Duisburg aus der DEL verpflichtet wurde, die er jedoch noch vor dem Ende der Saison wieder verließ, um für den HC Košice aufzulaufen, mit dem er in der Saison 2008/09 erstmals Slowakischer Meister wurde. Diesen Erfolg konnte er mit seiner Mannschaft im folgenden Jahr wiederholen.
Im Juli 2010 verließ Huna den HC Košice und wurde vom HK Traktor Tscheljabinsk aus der Kontinentalen Hockey-Liga auf Probe verpflichtet. Bei diesem wurde sein Vertrag noch im selben Monat aufgelöst, woraufhin er einen Probevertrag beim neu gegründeten KHL-Teilnehmer HC Lev Poprad aus seiner slowakischen Heimat unterschrieb. Da dieser den Spielbetrieb nicht aufnahm, war Huna zunächst vereinslos. Am 18. August 2010 bekam er einen Vertrag beim HC Vítkovice Steel aus der Extraliga. Nach einer Spielzeit dort, in der er mit seiner Mannschaft Vizemeister wurde, wurde er für die Saison 2011/12 erneut vom HC Lev Poprad aus der Kontinentalen Hockey-Liga verpflichtet, der im zweiten Anlauf doch noch den Spielbetrieb aufnahm.
Zwischen 2012 und 2015 spielte Huna wieder für den HC Vitkovice Steel, anschließend folgten der HK Poprad, HC Energie Karlovy Vary, erneut der MHk 32 Liptovský Mikuláš und der HC Košice, der MsHK Žilina sowie die Diables Rouges de Briançon.

## Erfolge und Auszeichnungen
- 2009 Slowakischer Meister mit dem HC Košice
- 2009 Extraliga All-Star Team
- 2010 Slowakischer Meister mit dem HC Košice
- 2010 Extraliga All-Star Team
- 2011 Tschechischer Vizemeister mit dem HC Vítkovice Steel

## Karrierestatistik
(Legende zur Spielerstatistik: Sp oder GP = absolvierte Spiele; T oder G = erzielte Tore; V oder A = erzielte Assists; Pkt oder Pts = erzielte Scorerpunkte; SM oder PIM = erhaltene Strafminuten; +/− = Plus/Minus-Bilanz; PP = erzielte Überzahltore; SH = erzielte Unterzahltore; GW = erzielte Siegtore; 1 Play-downs/Relegation; Kursiv: Statistik nicht vollständig)